# Chiba-gun
Chiba (japanisch 千葉郡 japanisch ちばぐん Chiba-gun, vormodern ちばのこおり Chiba no kōri) war der namensgebende Landkreis von Chiba (Chiba-ken) und bestand bis 1967, als die letzte Gemeinde kreisfrei wurde. Chiba umfasste den Großteil des ab 1921 schrittweise herausgelösten heutigen Chiba (Chiba-shi), Sitz der Präfekturverwaltung von Chiba und noch bis zur tatsächlichen Abschaffung 1923/26 Sitz der Kreisverwaltung von Chiba, das gesamte heutige Stadtgebiet von Narashino sowie Teile der heutigen Gemeinden Funabashi und Yachiyo. Chiba gehörte ursprünglich zu Shimousa, in der späten Edo-Zeit war es hauptsächlich zwischen Shogunatsdomäne und den Fürstentümern Sakura, Oyumi und Nagatoro aufgeteilt, in/unmittelbar nach der Meiji-Restauration erstreckte es sich somit in verschiedene Präfekturen und Fürstentümer, dann gehörte es nach der Abschaffung der Fürstentümer und der ersten Konsolidierung der Präfekturen bis zur Gründung von Chiba 1873 komplett zu Inba. 1889 bei der Einführung der modernen Gemeinden wurde Chiba in eine Stadt und 17 Dörfer unterteilt.

## Gemeinden 1889
|  | - 1 千葉町 Chiba-machi, Sitz der Kreisverwaltung (ab 1921 Chiba-shi) - 2 蘇我野村 Sogano-mura (ab 1890 蘇我町 Soga-machi, 1937 zu Chiba-shi) - 3 生実浜野村 Oyumihamano-mura (ab 1925 生浜村 Oihama-mura, ab 1928 生浜町 Oihama-machi, 1955 zu Chiba-shi) - 4 椎名村 Shiina-mura (1955 zu Chiba-shi) - 5 誉田村 Honda-mura (1955 zu Chiba-shi) - 6 白井村 Shirai-mura (1955 zu 泉町 Izumi-machi, 1963 zu Chiba-shi) - 7 更科村 Sarashina-mura (1955 zu Izumi-machi, 1963 zu Chiba-shi) - 8 千城村 Chishiro-mura (1944 zu Chiba-shi) - 9 都村 Miyako-mura (1937 zu Chiba-shi) | - 10 都賀村 Tsuga-mura (1937 zu Chiba-shi) - 11 検見川村 Kemigawa-mura (ab 1891 検見川町 Kemigawa-machi, 1937 zu Chiba-shi) - 12 犢橋村 Kotehashi-mura (1954 zu Chiba-shi) - 13 幕張村 Makuhari-mura (ab 1896 幕張町 Makuhari-machi, 1954 unter Abtretung von Teilen an Narashino-shi zu Chiba-shi) - 14 津田沼村 Tsudanuma-mura (ab 1903 津田沼町 Tsudanuma-machi, ab 1954 Narashino-shi) - 15 二宮村 Ninomiya-mura (ab 1928 二宮町 Ninomiya-machi, 1953 zu Funabashi-shi) - 16 大和田村 Ōwada-mura (ab 1891 大和田町 Ōwada-machi, 1954 zu Yachiyo-machi, einige Monate später Abtretung von Teilen an Narashino-shi, ab 1967 Yachiyo-shi) - 17 睦村 Mitsumi-mura (1954 zu Yachiyo-machi, ab 1967 Yachiyo-shi) - 18 豊富村 Toyotomi-mura (1954 zu Funabashi-shi) |